# Paleoamericani

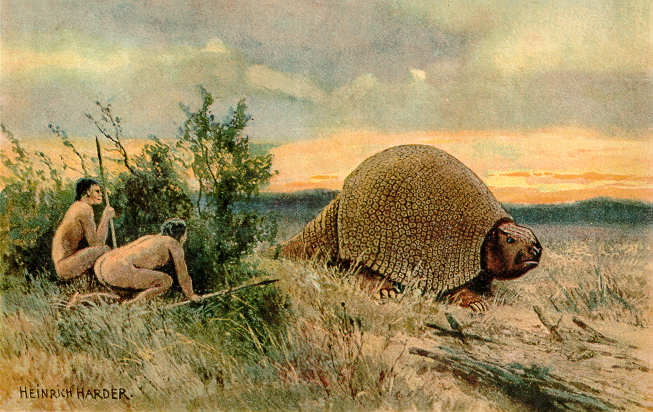
Paleoamericani cacciano un glyptodonte. Illustrazione di Heinrich Harder (1858-1935), 1920 circa.

I Paleoamericani (o Paleoindiani) furono i primi abitanti del continente americano, giunti durante la fase finale della glaciazione quaternaria nel Pleistocene superiore. 
Le ricerche hanno evidenziato che i primi cacciatori, provenienti dall'Eurasia, giunsero sul continente attraversando lo Stretto di Bering grazie ad un passaggio terrestre presente tra i due continenti (Beringia), esistito nel periodo compreso tra il 45.000 ed il 12.000 a.C. Piccoli gruppi isolati di cacciatori-raccoglitori giunsero fino all'Alaska all'inseguimento delle grandi mandrie di erbivori.